# Galumna coreana
Galumna coreana är en kvalsterart som beskrevs av Choi 1986. Galumna coreana ingår i släktet Galumna och familjen Galumnidae. Inga underarter finns listade i Catalogue of Life.